# Giovane Pereira de Melo
Giovane Pereira de Melo (ur. 16 stycznia 1959 w Salinas) – brazylijski duchowny katolicki, biskup Tocantinópolis w latach 2009-2023, biskup Araguaíny od 2023. 

## Życiorys
24 marca 1990 otrzymał święcenia kapłańskie i został inkardynowany do diecezji Rondonópolis. Pracował głównie jako duszpasterz parafialny, był także m.in. rektorem seminarium w Cuiabá i koordynatorem duszpasterstwa w diecezji.
4 marca 2009 papież Benedykt XVI mianował go biskupem diecezji Tocantinópolis. Sakry udzielił mu 8 maja 2009 biskup Rondonópolis - Juventino Kestering.
31 stycznia 2023 papież Franciszek przeniósł go na urząd pierwszego biskupa nowo utworzonej diecezji Araguaíny.